# Żabinek
Żabinek (niem. Klein Sabin) – wieś sołecka w Polsce położona w województwie zachodniopomorskim, w powiecie drawskim, w gminie Wierzchowo. W latach 1975–1998 miejscowość administracyjnie należała do województwa koszalińskiego. W roku 2007 wieś liczyła 290 mieszkańców.
Osada wchodząca w skład sołectwa:
- Radomyśl

## Geografia
Wieś leży ok. 3 km na południowy zachód od Wierzchowa, na zachodnim brzegu jeziora Busko.

## Historia
Obok wsi znajdował się punkt oporu pozycji ryglowej Wału Pomorskiego, walki trwały od 13 lutego do 2 marca 1945 i spowodowały straty po oby stronach, wielu poległych po stronie niemieckiej umożliwiło przełamanie Wału. Stroną atakujacą byli polscy żołnierze z 2 Dywizji Piechoty pod dowództwem gen. Jana Rotkiewicza i czołgiści z 1 Brygady Pancernej im. Bohaterów Westerplatte pod dowództwem płk. Aleksandra Malutina.

## Zabytki i atrakcje turystyczne
Zabytek chroniony prawem:
- kościół ewangelicki z pocz. XIX wieku, ob. budynek gospodarczy, nr rej. 245 z dnia 19 marca 1966 r.